# Kasper Boczkowski

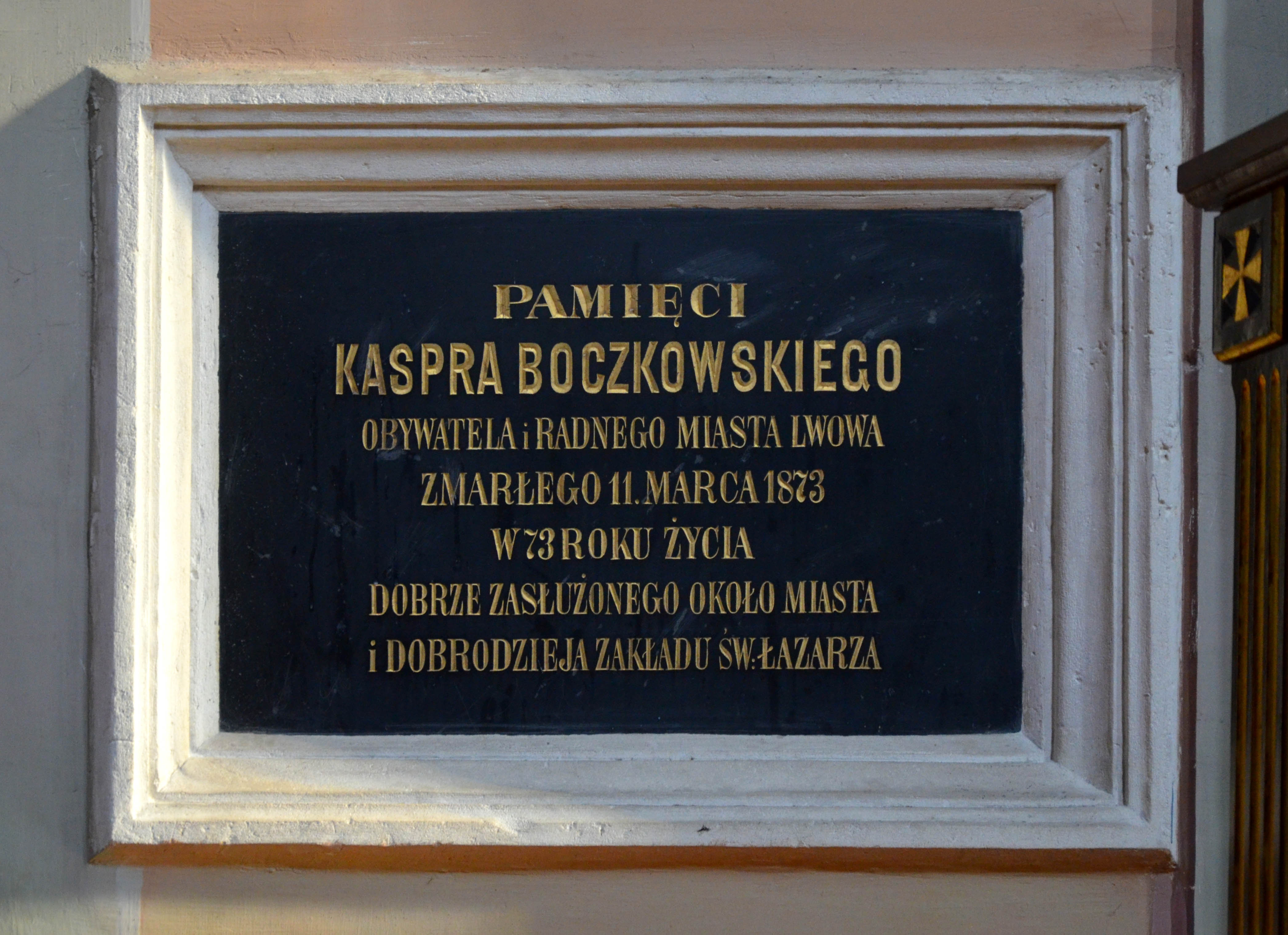
Lwów-kościół św.Łazarza-tablica pamiątkowa Kaspra Boczkowskiego

Kasper Boczkowski (ur. w 1800 w Puławach, zm. 11 marca 1873 we Lwowie) – radny i honorowy obywatel Lwowa, rzemieślnik, filantrop.
Był synem lakiernika, służącego na dworze księcia Adama Czartoryskiego. Podobnie jak ojciec pracował w tym zawodzie, najpierw w fabryce powozów w Warszawie, a następnie we Lwowie. Brał udział w ruchu narodowym w czasie Wiosny Ludów, będąc jednym z założycieli Centralnej Rady Narodowej. Od 1848 do śmierci zasiadał w Radzie Miejskiej Lwowa z gremium rzemieślników. Wspólnie z żoną założył we Lwowie fundacje stypendialne i posagowe, które oddał pod zarząd miasta. Rada Miejska doceniając jego zasługi na polu publicznym i filantropijnym przyznała mu 21 marca 1872 honorowe obywatelstwo miasta. W późniejszym okresie jedna z ulic Lwowa nosiła imię Boczkowskiego. Jego grób znajduje się na Cmentarzu Łyczakowskim.
Jego żoną była Apolonia Jabłońska (siostra malarza Marcina Jabłońskiego).